# Alberto Marghieri
Alberto Marghieri (Napoli, 12 giugno 1852 – Napoli, 12 luglio 1937) è stato un giurista e politico italiano.

## Biografia
Avvocato specializzato in diritto commerciale, si dedica principalmente alla carriera universitaria, iniziata nel 1883 con la cattedra di diritto commerciale all'Università di Napoli, tenuta per circa quarant'anni. A quest'ultima abbina un corso di storia del commercio presso la scuola diplomatica e consolare annessa all'ateneo partenopeo. È stato assessore negli anni del risanamento della città col sindaco Nicola Amore ed ha fatto parte del Consiglio superiore della pubblica istruzione.